# خاویر کولون
خاویر کلون (انگلیسی: Javier Colon؛ زادهٔ ۲۹ آوریل ۱۹۷۸) یک موسیقی‌دان اهل ایالات متحده آمریکا است.